# Chriseuil de Rulhière
Chriseuil Omer François de Rulhière (18 janvier 1764, Saint-Denis - 13 juin 1802, Saint-Denis) est un homme politique français.
Neveu de Claude Carloman de Rulhière, il a été envoyé par Bonaparte à Zante comme commissaire du Directoire exécutif du département de Mer-Égée. Il est ensuite sous-préfet à Falaise (Calvados) et secrétaire général du commissariat général de police en Piémont. Le 9 mars 1802, il est nommé préfet du département de la Roer. Il quitte Turin le 27 mars 1802, arrive à Paris le 11 avril, s'alite et meurt à Saint-Denis le 13 juin 1802[source insuffisante].